# Universität Suceava

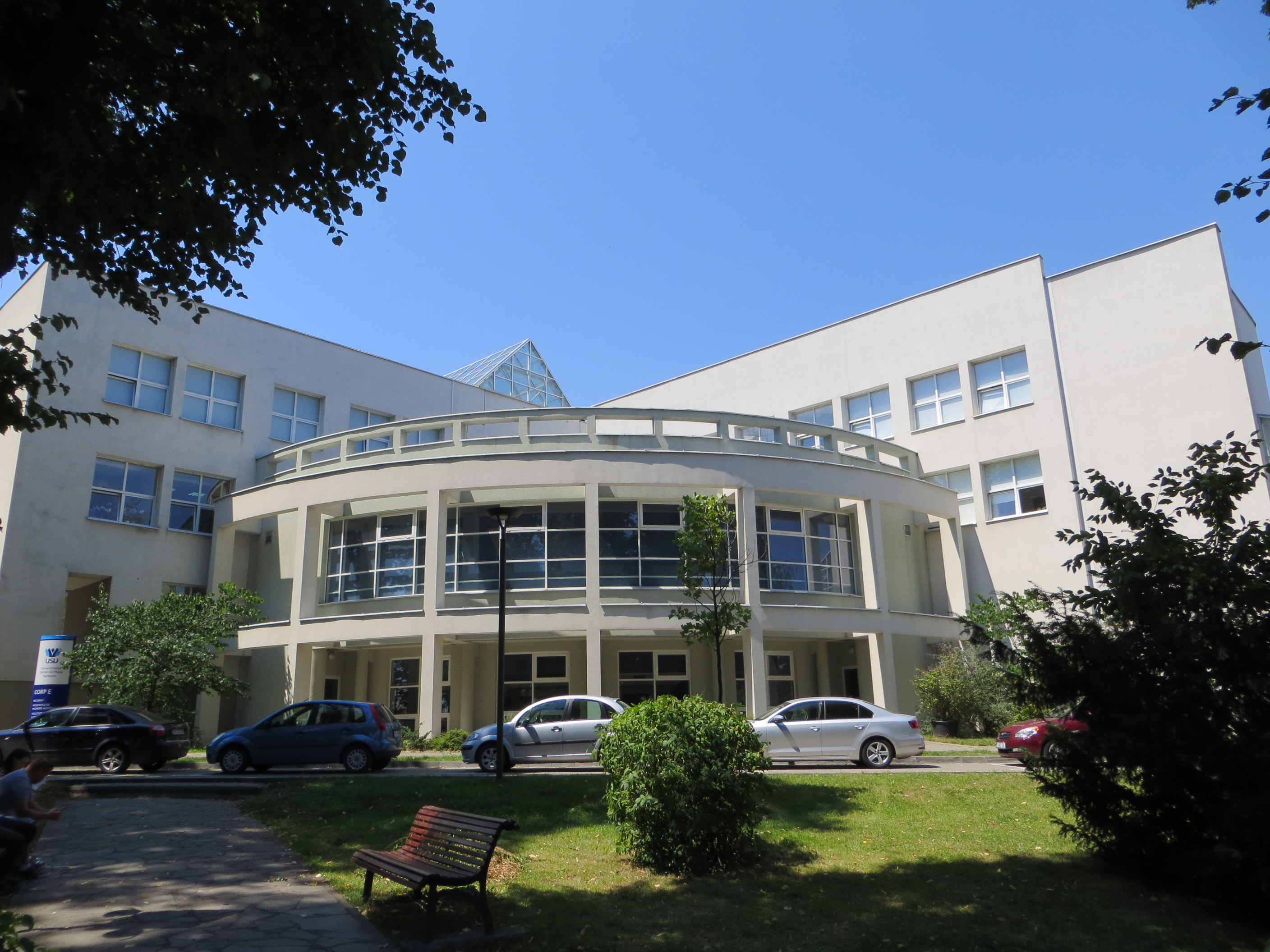
Universität Suceava (2017)

Die Universität Suceava (rumänisch Universitatea „Ștefan cel Mare“ Suceava; USV) ist eine staatliche Universität in der rumänischen Stadt Suceava im Kreis Suceava in der historischen Region Bukowina.
Als pädagogisches Institut wurde die heutige Universität 1963 gegründet und 1990 erhielt sie den Namen „Ștefan cel Mare“ dem ehemaligen Herrscher des Fürstentums Moldau.
In den elf Fakultäten der Universität wurden im Jahr 2021 fast 10.000 Studenten registriert. Die Universität pflegt eine akademische Partnerschaft mit dem Bukowina-Institut an der Universität Augsburg.